# Tiha Bârgăului
Tiha Bârgăului is een Roemeense gemeente in het district Bistrița-Năsăud.
Tiha Bârgăului telt 6390 inwoners.